# Anatolij Rieznikow
Anatolij Izrailewicz Rieznikow (ros. Анатолий Израилевич Резников; ur. 20 grudnia w 1940, zm. 31 stycznia 2018 w Solingen) – radziecki reżyser filmów animowanych. Zasłużony Działacz Sztuk Federacji Rosyjskiej (2012).
Jeden z twórców „komiksowych” kreskówek w telewizji. Wiele filmów stworzył na bazie swoich starych komiksów. Najbardziej znane: Dom dla lamparta (1979), Klaksa (1980), parodia westernu Raz kowboj, dwa kowboj (1981).

## Nagrody
- Dyplom na Międzynarodowym Festiwalu Filmowym w 1981 roku w Bilbao (Hiszpania) za film Raz kowboj, dwa kowboj[4].
- Grand Prix: Nagroda Dunaja na festiwalu filmów dziecięcych w 1985 roku w Bratysławie (CSSR) za film Kot Leopold na jawie i we śnie.
- Nagroda Państwowa ZSRR w 1985 roku za serię kreskówek o Kocie Leopoldzie.

## Filmografia
- 1971: Słomiany byczek
- 1973: Żuk zegarmistrz
- 1975: Kot Leopold. Kot Leopold i złota rybka
- 1975: Kot Leopold. Zemsta Kota Leopolda
- 1979: Dom dla lamparta
- 1981: Kot Leopold. Skarb Kota Leopolda
- 1981: Kot Leopold. Telewizor Kota Leopolda
- 1981: Raz kowboj, dwa kowboj
- 1982: Kot Leopold. Wyprawa Kota Leopolda
- 1982: Kot Leopold. Urodziny Kota Leopolda
- 1983: Kot Leopold. Lato Kota Leopolda
- 1984: Kot Leopold na jawie i we śnie
- 1986: Kot Leopold. Kot Leopold w przychodni
- 1987: Kot Leopold. Samochód Kota Leopolda